# Arnold Laven
Arnold Laven est un réalisateur américain né le 23 février 1922 à Chicago et mort le 13 septembre 2009 à Los Angeles (quartier de Tarzana).

## Filmographie
- 1952 : Le Sadique (en) (Without Warning!)
- 1953 : Investigation criminelle (Vice Squad)
- 1954 : L'Assassin parmi eux (Down Three Dark Streets)
- 1956 : Le Supplice des aveux (The Rack)
- 1957 : The Monster That Challenged the World
- 1957 : Meurtres sur la dixième avenue (Slaughter on Tenth Avenue)
- 1962 : Geronimo
- 1965 : Les Compagnons de la gloire (The Glory Guys)
- 1967 : Violence à Jericho (Rough Night in Jericho)
- 1969 : Sam Whiskey le dur (Sam Whiskey)
- 1974 : Rex Harrison Presents Stories of Love (TV)
- 1975 - 1978 : L'Homme qui valait trois milliards (The Six Million Dollar Man) (série TV) : saison 2 épisode 13 - saison 3 épisode 14 - saison 5 épisode 18
- 1981 : Back to the Planet of the Apes (TV)